# Kīvī Zāvīyeh
Kīvī Zāvīyeh (persiska: كيوی زاويِّه, كيوی) är en ort i Iran.   Den ligger i provinsen Ardabil, i den nordvästra delen av landet, 300 km nordväst om huvudstaden Teheran. Kīvī Zāvīyeh ligger 1 225 meter över havet och antalet invånare är 190.
Terrängen runt Kīvī Zāvīyeh är huvudsakligen kuperad, men österut är den bergig.Runt Kīvī Zāvīyeh är det ganska glesbefolkat, med 38 invånare per kvadratkilometer. Närmaste större samhälle är Hashatjīn, 9,6 km väster om Kīvī Zāvīyeh. Trakten runt Kīvī Zāvīyeh består i huvudsak av gräsmarker.